# Obóz szkoleniowy Lager Kruszyna

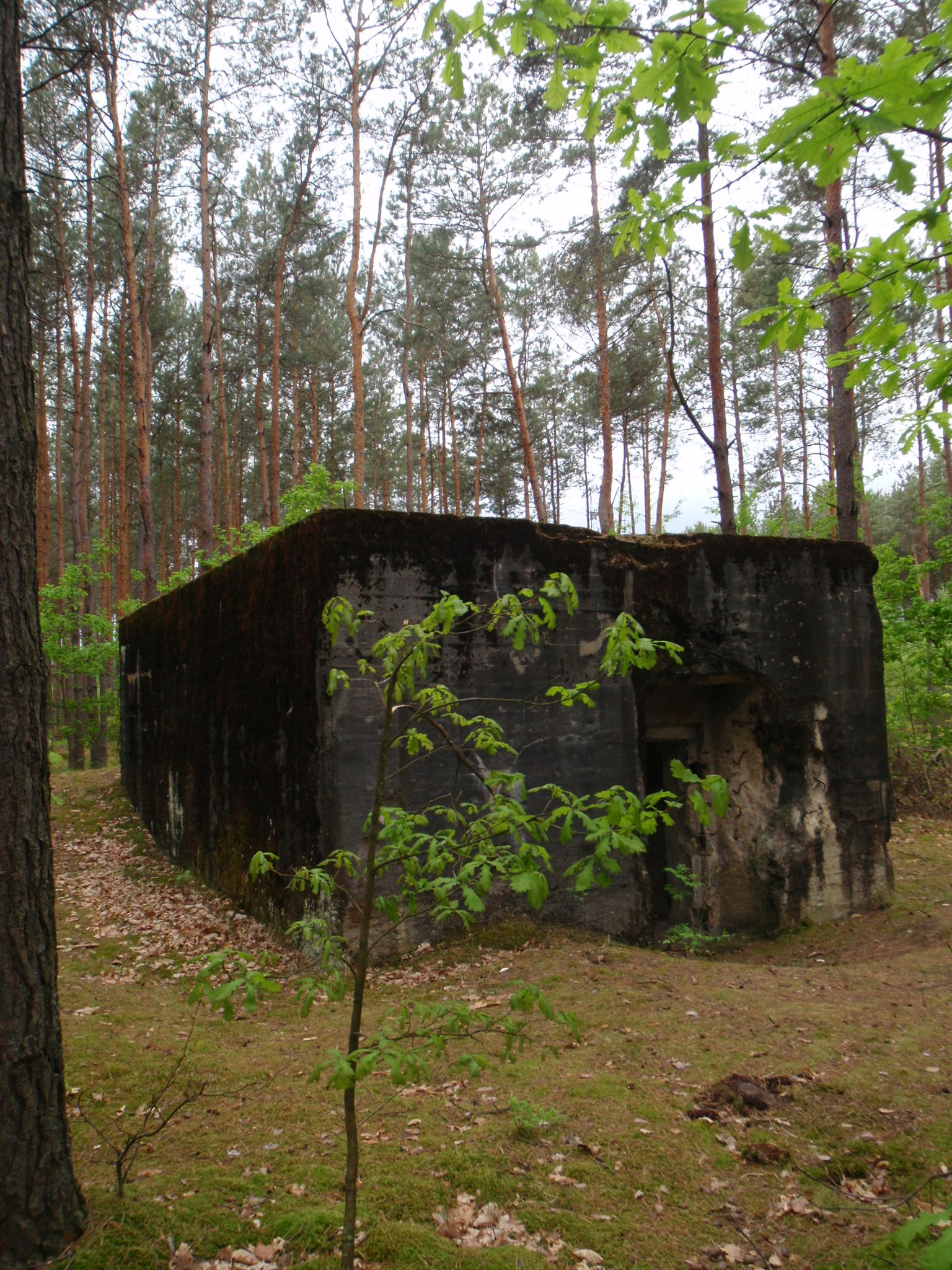
Bunkier na terenie poligonu

Lager Kruszyna – obóz szkoleniowy armii niemieckiej w czasie II wojny światowej, na terenie lasów pod Kruszyną w gminie Jedlińsk. Obóz ten wchodził w skład dużego niemieckiego poligonu o nazwie Heeresgutsbezirk Truppenübungsplatz Mitte Radom.
W obozie z jeńców radzieckich utworzono następujące jednostki: 
- Gruzińskie Bataliony Piechoty o numerach:
  - 795 – 8 lipca 1942,
  - 796 – 12 września 1942,
  - 797 – 21 listopada 1942,
  - 798 – 10 grudnia 1942,
  - 799 – 16 grudnia 1942,
  - 822 –  w czerwcu 1943,
  - 823 – 26 czerwca 1943,
  - 824 – 27 sierpnia 1943.
- ponadto niemiecki 948 Pułk Grenadierów – 25 listopada 1943.

Szkolił się tu i uzupełniał straty 638 pułk piechoty (francuski LVF).(Od listopada 1942 do sierpnia 1944 r.) Obóz wybudowany przez ludność żydowską w latach 1940–1942. Stan osobowy jeńców żydowskich ok. 1800 osób.
16 grudnia 1942 Żydzi zakończyli prace w Kruszynie. Dzień później wojska niemieckie zdecydowały o deportacji jeńców do obozu zagłady. Informacja ta wywołała bunt, podczas którego większość z nich straciła życie. W dniach 18–19 grudnia 1942 spośród 557 ocalałych jeńców żydowskich czekających na transport do obozu zagłady zabito kolejnych 113 w czasie oporu i ucieczki, kolejnych 18 w czasie transportu do Jedlińska.
Oficjalne otwarcie Lager Kruszyna to 15 grudnia 1942. Stan osobowy w obozie wynosił od 7,5 do 10 tys. osób.
10 sierpnia oddział por. Marii urządził zasadzkę na szosie Radom-Kozienice 2 km od Pionek. W zastawione sidła wpadła kolumna łączników sztabu Mitte Kruszyna, w wyniku walk zdobyto spore ilości broni, stację nadawczą, szyfry, klucze oraz mapy sztabowe z dyslokacjami niemieckich jednostek frontu wschodniego. Niemieckie wojska stacjonujące na polach w Kruszynie, zdołały powstrzymać linię frontu na 2 dni. Oficjalna kapitulacja wojsk III Rzeszy z terenu poligonu w Kruszynie to 14-15 stycznia 1945.